# Giuseppe Vandelli
Giuseppe Vandelli (Modena, 20 giugno 1865 – Modena, 29 marzo 1937) è stato un filologo, italianista e critico letterario italiano.

## Biografia
Nacque a Modena da una nota e antica nobile famiglia in cui si annoverano personaggi illustri.
Vandelli si formò culturalmente prima al Liceo Muratori nella sua città natale, poi, trasferitosi a Firenze con la famiglia nel 1883, completò la formazione classica presso l'Istituto di Studii Superiori Pratici e di Perfezionamento.
Al Liceo Muratori ebbe come docente Pio Rajna, che lo considerò subito il suo primo allievo. Fu lo stesso Rajna a indirizzare il Vandelli alla formazione superiore a Firenze avendolo così ancora come allievo universitario. La stessa tesi del Vandelli su I Reali di Francia è per indirizzo del Rajna. Vandelli amico così del Rajna diventerà il suo esecutore testamentario con uno specifico incarico: quello di vagliare le sue carte affinché in Marucelliana non affluissero documenti non meramente scientifici, che per contenuto o espressi giudizi potessero recare nocumento a viventi.
Appassionato di letteratura e filosofia, ottenne la laurea nel 1887; in seguito proseguì da autodidatta negli studi delle lingue antiche come il greco. Oltre che di Pio Rajna, fu allievo di illustri accademici quali Adolfo Bartoli.
Si perfezionò accademicamente nel 1889 con una tesi critica, che fu poi edita a stampa, su I Reali di Francia a firma dello scrittore medioevale Andrea da Barberino.
Vandelli divenne uno stimato letterato e critico di molte opere noto anche all'estero; per questo gli venne offerta la docenza cattedratica all'Università di Modena. In quel periodo si appassionò fortemente all'opera di Dante Alighieri, divenendone uno dei maggiori divulgatori accademici e critici internazionali.
Nel 1895 ritornò a Firenze per coprire una prestigiosa docenza e avviò una proficua collaborazione con la nascente Società Dantesca Italiana. Nel 1902 iniziò un lavoro complesso e monumentale che diventerà la sua opera fondamentale: la critica all'opera dantesca, attuata con il metodo degli spogli integrali dei codici del sommo poeta, che approderà a una serie di edizioni ancora oggi di piena attualità e di pieno riferimento accademico, letterario e filologico. Prima di giungere a un testo completo, Vandelli approntò una serie di edizioni provvisorie.
Brillante intellettuale dell'epoca, diventò vivo amico di Vittorio Alinari, che lo ricorderà annoverandolo come dantista eccellente in seno alla sua pregiata Fondazione Alinari, di Renato Fucini, Giosuè Carducci, Isidoro Del Lungo, Giovanni Poggi e Guido Spadolini, e fece parte dell'Accademia degli Arcadi e della Societa Filologica Romana.
Vandelli aderì alla massoneria, fu membro eletto della Società Dantesca Italiana e fece parte dell'Accademia della Crusca.
Morì a Firenze il 29 marzo 1937, disponendo nel suo testamento il lascito completo delle sue carte e degli spogli dell'opera dantesca alla Società Dantesca Italiana che tuttora li conserva presso un archivio (Fondo Vandelli) dedicato alla sua memoria.
La città fiorentina lo celebra ancora oggi ampiamente per i suoi contributi letterari e filologici nonché per l'ardita opera celebrativa di Dante Alighieri.

## Contributi letterari
Vandelli iniziò con la pubblicazione di una critica su I Reali di Francia di Andrea da Barberino, su sollecito del suo maestro Pio Rajna nel periodo 1892-1900, che verrà tuttavia portata a termine solo nel 1947 da Giovanni Gambarin, ma che lo rese comunque benemerito alla comunità letteraria per gli importanti lavori di filologia trecentesca.
Appassionato dell'opera di Dante, pubblicò una complessa edizione sul sommo poeta, ardita e impensabile per il tempo, e corredata da una critica rimasta indelebile nella letteratura. Il lavoro presentandosi subito come monumentale lo indusse a adottare il metodo degli spogli integrali dei codici appreso da Pio Rajna.
Il contributo del Vandelli alla letteratura è fondamentalmente legato alla recensione e alla critica attuato mediante l'introduzione di una nuova metodica innovativa e analitica del testo che pone il lettore di fronte a nuove valenze e costrutti filologici che precedentemente non erano immediatamente rilevabili e coadiuvate da una ripresa degli studi di metrica convergenti verso un più luminoso rimario.
Nella parametrica più scientifica del Vandelli la divisione dei canti avviene in segmenti di più terzine con una procedura additizia filologica che sovrappone al testo originale una griglia ben visibile utilissima per la lettura. Le parti evidenziate (da 3 a 6-7 per canto) hanno raffinati accorgimenti tipografici quali una nota con l'indicazione del numero di versi compresi nel tratto, una didascalia in carattere grassetto e una concisa parafrasi. In alto sulla pagina trovano posto titoli correnti in corsivo, che a sinistra informano del luogo (cerchio, girone o cielo), a destra della materia, pagina per pagina: al centro, in tondo, si dichiara la porzione di versi sottostante. Inoltre, in capo a ogni canto, figura una scheda riassuntiva in maiuscoletto, edita in tre corpi tipografici distinti.
Il minuzioso lavoro del Vandelli approdò quindi a una serie di edizioni provvisorie iniziate nel 1902 e giunte infine a un'edizione critica della Commedia pubblicata tuttavia soltanto nel 1921 come testo provvisorio nel volume delle opere della Società Dantesca Italiana, che si evidenziò subito per gli importanti contributi su questioni particolari.
Sempre nel 1921, nel VI Centenario della morte di Dante, fu pubblicata l'edizione su Le Opere di Dante, un testo critico della Società Dantesca Italiana, edita a Firenze da Bemporad, in cui il contributo del Vandelli si evidenzia chiaramente anche per il saggio introduttivo e per la metodica analitica, attenta e capillare.
Vandelli ridusse e rivide il commento dello Scartazzini, e con Giovanni Busnelli curò una fondamentale edizione commentata del Convivio che completò poco prima di morire nel quadriennio 1934-1937.

## Campo di studi
Numerosissimi i suoi saggi, le lettere, le note e i carteggi prodotti nella sua vita.
Fondamentale l'impronta e il lascito per l'ambito accademico con l'Avviamento allo studio critico delle lettere italiane.
Il Vandelli resta maggiormente memorabile nello scenario della letteratura italiana grazie al suo perfezionamento del commento alla Divina Commedia di Giovanni Andrea Scartazzini che porta a termine con un completo e pregiato rinnovamento da cui traspare la sua stessa passione ed entusiasmo per Dante e per la sua opera.
Il binomio Scartazzini-Vandelli, un sodalizio all'insegna della passione dantesca, valido e insuperato nell'esegesi del poema, determinò l'inedita nascita di una nuova struttura metodologica di studio promossa attraverso la divisione dei canti in segmenti di più terzine attuata mediante una procedura additizia che sovrappone al testo una griglia ben visibile che non è dell'originale, ma utilissima ai fini della lettura per offrire un'analisi contestuale più ampia.
Il lavoro monumentale inteso dal Vandelli lo portò inevitabilmente verso una consapevole convergenza dantesca; egli riuscì a completare le sue ambiziose opere prima della sua morte. A seguito della sua scomparsa, nel 1939 la famiglia Vandelli donò alla Società Dantesca Italiana gli spogli del manoscritto del Poema Dantesco raccolti in un apposito fondo (Carte Vandelli), che furono acquisiti dal sodalizio per lascito testamentario.
L'eco delle rinomate pubbliche letture dantesche del Vandelli, tenute presso la sala Dante in Orsanmichele a Firenze, ancora si ode e trova tutt'oggi pubblicazione editoriale.
La validità letteraria e critica del Vandelli gli sopravvive ed è presente nelle numerose pubblicazioni ancora oggi disponibili editorialmente.
Viva la testimonianza e la presenza delle sue citazioni che vengono attualmente ancora riportate nella letteratura dantesca. Notevoli le cure in seno a Il Convivio.
Nel 1989 Per il testo della Divina Commedia, la casa editrice Le Lettere pose in ristampa il testo critico del Vandelli per le numerose richieste giunte in sede.
Ancora oggi le edizioni della G.C. Sansoni del Canto XXVIII del Paradiso già edite nel 1900, e il Canto XIII del Paradiso già edito nel 1923, sono pubblicate in quanto di riferimento fondamentale per gli studiosi odierni dell'opera dantesca.
Insuperabile è il Vandelli nel suo ritorno alle origini letterarie del Boccaccio riguardo all'opera dantesca che approderà nell'edizione fortunata sul Discorso su Boccaccio, editore di Dante.